# Thomas F. Duffy
Thomas F. Duffy (Newark, 9 novembre 1955) è un attore e scenografo statunitense.
È noto per aver interpretato Charles Wilson detto Nirvana ne Il giustiziere della notte n. 2 (1982) e il dottor Robert Burke in Il mondo perduto - Jurassic Park (1997).

## Biografia
Thomas nasce a Newark nel New Jersey, ma si trasferisce a Woodbrige. Mentre è intento a ottenere la laurea al Woodbridge High School, inizia a giocare a football, hockey su ghiaccio, tennis e varie altre attività incluso il teatro.
Nel 1980 Thomas giunge a Hollywood, dove fa parte del cast di un episodio mai registrato della serie TV CHiPs, infatti nello stesso periodo viene scelto per interpretare Dave Christian, hockeista su ghiaccio e campione olimpico invernale a Lake Placid 1980, in Miracle on Ice, una miniserie relativa al cosiddetto "miracolo sul ghiaccio".
Nel 1995 partecipa già a 15 film, dove lavora insieme ad attori affermati, come Robert De Niro, Jack Nicholson, Meryl Streep, Gary Oldman, Sean Penn, Will Smith, Jon Voight, James Caan, Bruce Willis, John Candy, Michelle Pfeiffer, Steven Spielberg, Mike Nichols, Curtis Hanson, Roland Emmerich, Tony Scott, Brian Robbins, Harold Becker e Bob Rafelson.

## Filmografia  parziale

### Cinema
- Il giustiziere della notte n. 2 (Death Wish II), regia di Michael Winner (1982)
- Vivere e morire a Los Angeles (To Live and Die in L.A.) regia di William Friedkin (1985)
- Danger Zone II: Reaper's Revenge, regia di Geoffrey G. Bowers (1989)
- The Abyss, regia di James Cameron (1989)
- Stato di grazia (State of Grace), regia di Phil Joanou (1990)
- Un angelo da quattro soldi (Out for Justice), regia di John Flynn (1991)
- Verdetto: colpevole (Guilty as Charged), regia di Sam Irvin (1991)
- Vita di cristallo (The Waterdance), regia di Neal Jimenez (1992)
- I re del mambo (The Mambo Kings), regia di Arne Glimcher (1992)
- Proteggere e servire (To Protect and Serve), regia di Eric Weston (1992)
- Eye of the Stranger, regia di David Heavener (1994)
- Wolf - La belva è fuori (Wolf), regia di Mike Nichols (1994)
- Wagons East, regia di Peter Markle (1994)
- The River Wild - Il fiume della paura (The River Wild), regia di Curtis Hanson (1994)
- The Fan - Il mito, regia di Tony Scott (1996)
- Independence Day, regia di Roland Emmerich (1996)
- Il mondo perduto - Jurassic Park (The Lost World: Jurassic Park), regia di Steven Spielberg (1997)
- Codice Mercury, regia di Harold Becker (1998)
- Il Diavolo dentro, regia di Stacy Title (1999)
- Distruggete Los Angeles! (Scorcher), regia di James Seale (2002)
- The Drone Virus, regia di Damon O'Steen (2004)
- Super 8, regia di J. J. Abrams (2011)
- Supremacy - La razza eletta (Supremacy) , regia di Deon Taylor (2014)

### Televisione
- Miracolo sul ghiaccio (Miracle on Ice), regia di Steven Hilliard Stern - film TV (1981)
- F.B.I. Oggi (Today's F.B.I.) - serie TV, episodio 1x12 (1982)
- Professione pericolo (The Fall Guy) - serie TV, episodio 1x17 (1982)
- T.J. Hooker - serie TV, episodio 2x10 (1982)
- I ragazzi del computer (Whiz Kids) - serie TV, episodio 1x11 (1984)
- Space - miniserie TV, episodio 1x03 (1985)
- Ai confini della realtà (The Twilight Zone) - serie TV, episodio 1x30 (1985)
- Stazione di polizia (The Last Precinct) - serie TV, episodio 1x0 (1986)
- Disneyland - serie TV, episodio 30x16 (1986)
- Divorce Court - serie TV, 1 episodio (1986)
- Fuorilegge (Outlaws) - serie TV, episodio 1x03 (1987)
- MacGyver - serie TV, episodio 2x12 (1987)
- Un anno nella vita (A Year in the Life) - serie TV, episodi 1x13-1x15 (1988)
- Giudice di notte (Night Court) - serie TV, episodio 6x15 (1989)
- Nasty Boys - serie TV, episodio 1x12 (1989)
- My Life and Times - serie TV, episodio 1x06 (1991)
- Matlock - serie TV, episodio 6x04 (1991)
- I racconti della cripta (Tales from the Crypt) - serie TV, episodio 4x08 (1992)
- Shaky Ground - serie TV, episodio 1x02 (1992)
- In Living Color - serie TV, episodi 4x06-4x17 (1992-1993)
- La famiglia Brock (Picket Fences) - serie TV, episodio 2x11 (1994)
- Chicago Hope - serie TV, episodio 2x01 (1995)
- High Incident - serie TV, episodio 2x14 (1997)
- Il tempo della nostra vita (Days of Our Lives) - serie TV, 15 episodi (1987-1997)
- NYPD - New York Police Department (NYPD Blue) - serie TV, episodio 6x09 (1999)
- X-Files (The X Files) - serie TV, episodio 6x16 (1999)
- I magnifici sette (The Magnificent Seven) - serie TV, episodio 2x07 (1999)
- Chicken Soup for the Soul - serie TV, episodio 1x11 (1999)
- G vs E - serie TV, episodio 2x10 (2000)
- Cover Me: Based on the True Life of an FBI Family - serie TV, episodio 1x08 (2000)
- In tribunale con Lynn (Family Law) - serie TV, episodi 2x15-2x16 (2001)
- E.R. - Medici in prima linea (ER) - serie TV, episodio 9x10 (2002)
- The Agency - serie TV, episodio 2x17 (2003)
- Senza traccia (Without a Trace) - serie TV, episodio 3x20 (2005)
- Law & Order: LA (Law & Order: Los Angeles) - serie TV, episodio 1x06 (2010)
- Shameless - serie TV, episodio 1x01 (2011)
- The Middle - serie TV, episodi 1x05-1x12-2x19 (2009-2011)
- Hawthorne - Angeli in corsia (Hawthorne) - serie TV, episodio 3x01 (2011)
- Franklin & Bash - serie TV, episodio 2x07 (2012)
- Grey's Anatomy - serie TV, episodio 9x10 (2013)
- Louie - serie TV, episodio 4x01 (2014)

## Doppiatori italiani
Nelle versioni in italiano delle opere in cui ha recitato, Thomas F. Duffy è stato doppiato da:
- Maurizio Reti ne Il mondo perduto - Jurassic Park
- Ugo Maria Morosi in X-Files
- Antonio Palumbo in E.R. - Medici in prima linea
- Ambrogio Colombo in Law & Order: LA
- Mario Bombardieri in Grey's Anatomy